# Zeus capensis
El pez de San Pedro del Cabo (Zeus capensis) es una especie de pez zeiforme de la familia Zeidae.

## Características
Es de un color gris plateado midiendo alrededor de unos 90 cm. Se alimenta de una gran variedad de peces, cefalópodos y crustáceos. Es apto para el consumo humano vendiéndose fresco o congelado en los mercados.

## Distribución
Es un pez marino que vive a una profundidad de entre 35 y 200 metros. Se puede encontrar en la parte occidental del océano Índico, cerca de las costas de Mozambique y alrededor del cabo de Buena Esperanza, lugar de donde toma su nombre común.